# Anthony Salis
Anthony Salis (* 13. Oktober 1988 in Bastia) ist ein französischer ehemaliger Fußballspieler.

## Karriere
Salis, der auf Korsika geboren wurde, begann dort seine Karriere in der zweiten Mannschaft des AC Ajaccio. Am 25. Mai 2007 kam er zu einem 90-minütigen Einsatz in der zweitklassigen Profimannschaft. Dies blieb sein einziges Spiel für die erste Mannschaft. Nachdem er für ein Jahr bei der fünftklassigen UA Cognac auf dem französischen Festland gespielt hatte, unterschrieb er 2010 beim Viertliga-Klub Gazélec FCO Ajaccio. Für diesen lief er ein Jahr lang auf, ehe er zum CA Bastia wechselte. Mit diesem stieg er 2012 in die dritte Liga auf und erreichte in dieser als Stammspieler 2013 den erneuten Aufstieg, der den Klub in die zweite Liga führte. Ein Jahr darauf musste er den direkten Wiederabstieg hinnehmen.